# Nord Süd Brenner Express
De Nord Süd Brenner Express is een van de toeristentreinen, die door de Compagnie Internationale des Wagons-Lits (CIWL) werd ingezet, voor reizigers van en naar de Côte d'Azur en De Riviera.

## CIWL
Nadat de Pruisische legerleiding haar verzet tegen "vijandige", lees Frans-Belgische, treinen had opgegeven, kon CIWL ook treindiensten vanuit Berlijn aanbieden.
Als eerste trein met Berlijn als start/eindpunt werd de Nord Süd Brenner Express op 15 november 1897 geïntroduceerd op de verbinding tussen Berlijn, Verona en Cannes. In Berlijn was er aansluiting op de Nord Express en in München op de Oriënt-Express. In Verona reed een deel van de trein verder naar Milaan en Cannes en bestond aansluiting naar Venetië, Florence en Rome.

### Route en Dienstregeling
| BV    | land       | station                 | km | VB    |
| ----- | ---------- | ----------------------- | -- | ----- |
| 23:45 | Duitsland  | Berlijn Anhalter Bhf.   |    | 07:00 |
| 02:05 | Duitsland  | Leipzig                 |    | 04:38 |
| 03:35 | Duitsland  | Reichenbach im Vogtland |    | 03:13 |
| 07:45 | Duitsland  | Regensburg              |    | 22:53 |
| 09:55 | Duitsland  | München                 |    | 20:53 |
| 11:28 | Oostenrijk | Kufstein                |    | 19:03 |
| 12:46 | Oostenrijk | Innsbruck               |    | 17:35 |
| 14:01 | Oostenrijk | Brenner                 |    | 16:29 |
| 15:04 | Oostenrijk | Franzensfeste           |    | 15:08 |
| 16:17 | Oostenrijk | Bozen Gries             |    | 13:43 |
| 17:16 | Oostenrijk | Trento                  |    | 12:35 |
| 18:08 | Oostenrijk | Ala                     |    | 11:52 |
| 19:07 | Italië     | Verona                  |    | 10:45 |